# Ritratto di Alphonsine Fournaise
Ritratto di Alphonsine Fournaise è un dipinto del pittore francese Pierre-Auguste Renoir, realizzato nel 1879 e conservato al museo d'Orsay di Parigi.

## Descrizione
La ragazza ritratta è Alphonsine Fournaise, la figlia di Alphonse, proprietario di un prospero ristorante sull'isola di Chatou, che Renoir riprende sulla stessa terrazza dove l'anno seguente dipingerà La colazione dei canottieri. Il volto spensierato e sorridente di Alphonsine appare in molti dipinti del pittore, come la Donna in blu (1879-1882), la Donna con ventaglio (1880) e la Giovanetta che sorride. (1880). L'opera, peregrinata nelle collezioni di Victor Chocquet, Durand-Ruel, Maurice Sulzbach e M. D. David-Weill, venne consacrata all'ufficialità del museo nel 1937, anno in cui passò al museo del Louvre, per poi trovare la sua collocazione definitiva all'Orsay nel 1986.
Il ritratto di Alphonsine Fournaise è animato da una straordinaria mobilità luminosa, tutta giocata sul rifrangersi di faville colorate sulle varie forme ritratte. La fisionomia di Alphonsine è completamente stravolta dagli effetti di luce. Renoir è fermamente convinto che il colore di un oggetto è determinato anche dalla quantità di luce solare che lo colpisce: è in questo modo che i capelli della ragazza non sono scuri, bensì sono tinti di un colore che oscilla tra il castano e il rossiccio.
Nell'opera lo spazio risulta annullato dalla piattezza della materia pittorica, la quale non si preoccupa di definire volumetricamente le varie forme. Il corpo della Fournaise, per esempio, sembra quasi amalgamarsi con la tovaglia e tenderebbe persino a fondersi con lo sfondo, se non fosse per lo stacco prospettico operato dalla balaustra: in questo modo Renoir riesce a distaccare il primo piano con lo sfondo paesaggistico, nel quale notiamo un lungo filare di alberi, la Senna e un moderno ponte ferroviario.